# تاسپوگلوتاید
تاسپوگلوتاید (انگلیسی: Taspoglutide) یک داروی آزمایشی سابق و یک آگونیست پپتید-۱ شبه گلوکاگون (آگونیست GLP-1) برای درمان دیابت نوع ۲ است.

آزمایش‌های بالینی این دارو به دلیل مواردی از واکنش‌های حساسیت مفرط جدی و عوارض جانبی دستگاه گوارش متوقف شد.